# Кливленд Рокерс
«Кливленд Рокерс» (англ. Cleveland Rockers) — это американская профессиональная женская баскетбольная команда, выступала в Восточной конференции женской национальной баскетбольной ассоциации (ЖНБА). Команда базировалась в городе Кливленд (штат Огайо) и являлась одной из восьми команд-основательниц ассоциации. Единственным успехом «Кливленда» можно считать выход в финал конференции в сезоне 2000 года.
После сезона 2002 года владельцем клуба стал Гордон Ганд, который в то время также владел командой НБА «Кливленд Кавальерс», тем самым, казалось бы, обеспечив «Рокерс» будущее. Однако, несмотря на то, что «Кливленд» выставлял конкурентоспособные команды и на большинстве матчей имел приличную посещаемость, уже после следующего сезона семья Ганд решила, что они не хотят управлять «Рокерс», отказавшись от финансирования клуба 19 сентября 2003 года. Лига так и не смогла найти для неё нового владельца, в результате чего клуб был объявлен банкротом и прекратил своё существование 26 декабря 2003 года, а позже был расформирован на драфте распределения, который прошёл 6 января 2004 года в формате селекторного совещания.
За время существования клуба в нём выступали такие известные баскетболистки, как Линетт Вудард, Сьюзи Макконнелл, Энн Воутерс, Талли Бевилаква, Мерлакия Джонс, Бетти Леннокс, Мишель Эдвардс, Часити Мелвин, Дженнифер Риззотти, Пенни Тейлор и Дженис Лоуренс.

## Участия в финалах ЖНБА
Команда «Кливленд Рокерс» ни разу не принимала участия в финальной серии ЖНБА, а единственным успехом «Рокерс» можно считать выход в финал конференции в сезоне 2000 года.

## Протокол сезонов ЖНБА
| Сезон           | Конференция     | Место           | Регулярный чемпионат | Регулярный чемпионат | Регулярный чемпионат | Плей-офф | Тренер                                     | Ссылки                                     |
| Сезон           | Конференция     | Место           | Победы               | Поражения            | Процент              | Плей-офф | Тренер                                     | Ссылки                                     |
| Кливленд Рокерс | Кливленд Рокерс | Кливленд Рокерс | Кливленд Рокерс      | Кливленд Рокерс      | Кливленд Рокерс      | Кливленд Рокерс                                                                                                   | Кливленд Рокерс                            | Кливленд Рокерс                            |
| --------------- | --------------- | --------------- | -------------------- | -------------------- | -------------------- | --- | ------------------------------------------ | ------------------------------------------ |
| 1997            | Восточная       | 4-е             | 15                   | 13                   | 53,6                 | Не квалифицировалась в плей-офф                                                                                   | Линда Хилл-Макдональд                      | [ 3 ]                                      |
| 1998            | Восточная       | 1-е             | 20                   | 10                   | 66,7                 | Проиграла в полуфинале «Меркури» со счётом 1:2                                                                    | Линда Хилл-Макдональд                      | [ 4 ]                                      |
| 1999            | Восточная       | 6-е             | 7                    | 25                   | 21,9                 | Не квалифицировалась в плей-офф                                                                                   | Линда Хилл-Макдональд                      | [ 5 ]                                      |
| 2000            | Восточная       | 2-е             | 17                   | 15                   | 53,1                 | Выиграла в полуфинале конференции у «Миракл» со счётом 2:1 Проиграла в финале конференции «Либерти» со счётом 1:2 | Дэн Хьюз                                   | [ 6 ]                                      |
| 2001            | Восточная       | 1-е             | 22                   | 10                   | 68,8                 | Проиграла в полуфинале конференции «Стинг» со счётом 1:2                                                          | Дэн Хьюз                                   | [ 7 ]                                      |
| 2002            | Восточная       | 7-е             | 10                   | 22                   | 31,3                 | Не квалифицировалась в плей-офф                                                                                   | Дэн Хьюз                                   | [ 8 ]                                      |
| 2003            | Восточная       | 4-е             | 17                   | 17                   | 50,0                 | Проиграла в полуфинале конференции «Шок» со счётом 1:2                                                            | Дэн Хьюз                                   | [ 9 ]                                      |
| Регулярки       | Регулярки       | Регулярки       | 108                  | 112                  | 49,1                 | 0 титулов победителя Восточной конференции                                                                        | 0 титулов победителя Восточной конференции | 0 титулов победителя Восточной конференции |
| Плей-офф        | Плей-офф        | Плей-офф        | 6                    | 9                    | 40,0                 | 0 титулов победителя турнира женской НБА                                                                          | 0 титулов победителя турнира женской НБА   | 0 титулов победителя турнира женской НБА   |

## Статистика игроков
| Сезоны | Лучшие игроки команды по пяти главным статистическим показателям | Лучшие игроки команды по пяти главным статистическим показателям | Лучшие игроки команды по пяти главным статистическим показателям | Лучшие игроки команды по пяти главным статистическим показателям | Лучшие игроки команды по пяти главным статистическим показателям | Ссылки |
| Сезоны | PPG                                                              | RPG                                                              | APG                                                              | SPG                                                              | BPG                                                              | Ссылки |
| ------ | ---------------------------------------------------------------- | ---------------------------------------------------------------- | ---------------------------------------------------------------- | ---------------------------------------------------------------- | ---------------------------------------------------------------- | ------ |
| 1997   | Ева Немцова (13,7)                                               | Дженис Лоуренс (7,6)                                             | Мишель Эдвардс (4,5)                                             | Мишель Эдвардс (1,8)                                             | Дженис Лоуренс (1,1)                                             | [ 3 ]  |
| 1998   | Изабелла Фиалковски (13,7)                                       | Изабелла Фиалковски (6,9)                                        | Сьюзи Макконнелл (6,4)                                           | Сьюзи Макконнелл (1,8)                                           | Изабелла Фиалковски (1,0)                                        | [ 4 ]  |
| 1999   | Ева Немцова (11,1)                                               | Дженис Лоуренс (4,3)                                             | Сьюзи Макконнелл (4,2)                                           | Мерлакия Джонс (1,3)                                             | Трейси Хендерсон (0,7)                                           | [ 5 ]  |
| 2000   | Ева Немцова (13,2)                                               | Часити Мелвин (5,4)                                              | Сьюзи Макконнелл (3,6)                                           | Руша Браун (1,3)                                                 | Энн Воутерс (0,8)                                                | [ 6 ]  |
| 2001   | Мерлакия Джонс (13,5)                                            | Часити Мелвин (5,7)                                              | Хелен Дарлинг (3,4)                                              | Мери Андраде (1,6)                                               | Ева Немцова (0,6)                                                | [ 7 ]  |
| 2002   | Пенни Тейлор (13,0)                                              | Часити Мелвин (6,1)                                              | Дженнифер Риззотти (3,3)                                         | Мерлакия Джонс (1,4)                                             | Энн Воутерс (0,8)                                                | [ 8 ]  |
| 2003   | Часити Мелвин (13,1)                                             | Часити Мелвин (6,3)                                              | Хелен Дарлинг (3,8)                                              | Хелен Дарлинг (1,1)                                              | Часити Мелвин (0,6)                                              | [ 9 ]  |

## Состав в сезоне 2003
| \| Поз. \| № \| Гражд. \| Имя \| Дата рождения (возраст) \| Рост \| Вес \| Звание \| \| ---- \| -- \| ------ \| ------------------ \| ------------------------- \| ------ \| ----- \| ------ \| \| Ф \| 5 \| \| Деанна Джексон \| 15 декабря 1979 (45 лет) \| 188 см \| 70 кг \| \| \| Ф/Ц \| 9 \| \| Люсьен Бертье \| 31 марта 1978 (47 лет) \| 188 см \| 85 кг \| \| \| Ф \| 14 \| \| Пенни Тейлор \| 24 мая 1981 (44 года) \| 185 см \| 74 кг \| \| \| З \| 21 \| \| Дженнифер Риззотти \| 15 мая 1974 (51 год) \| 168 см \| 66 кг \| \| \| З \| 22 \| \| Бетти Леннокс \| 4 декабря 1976 (48 лет) \| 173 см \| 64 кг \| \| \| З \| 25 \| \| Мерлакия Джонс \| 21 июня 1973 (52 года) \| 178 см \| 66 кг \| \| \| З \| 30 \| \| Хелен Дарлинг \| 29 августа 1978 (46 лет) \| 168 см \| 74 кг \| \| \| Ф \| 32 \| \| Латойя Томас \| 25 февраля 1981 (44 года) \| 188 см \| 74 кг \| \| \| Ц \| 41 \| \| Поллианна Джонс \| 6 ноября 1975 (49 лет) \| 190 см \| 74 кг \| \| \| Ф/Ц \| 44 \| \| Часити Мелвин \| 3 мая 1976 (49 лет) \| 190 см \| 83 кг \| \| \| Ц \| 47 \| \| Трейси Хендерсон \| 31 декабря 1974 (50 лет) \| 190 см \| 90 кг \| \| | Главный тренер - Дэн Хьюз Ассистенты тренера - Шерил Рив - Дженис Лоуренс Легенда - (К) — Капитан команды Последнее изменение: 17 сентября 2003 года |                         |                    |                           |        |       |        |
| Поз. | № | Гражд.                  | Имя                | Дата рождения (возраст)   | Рост   | Вес   | Звание |
| Ф | 5 | Флаг США                | Деанна Джексон     | 15 декабря 1979 (45 лет)  | 188 см | 70 кг |        |
| Ф/Ц | 9 | Флаг Франции            | Люсьен Бертье      | 31 марта 1978 (47 лет)    | 188 см | 85 кг |        |
| Ф | 14 | Флаг Австралии          | Пенни Тейлор       | 24 мая 1981 (44 года)     | 185 см | 74 кг |        |
| З | 21 | Флаг США                | Дженнифер Риззотти | 15 мая 1974 (51 год)      | 168 см | 66 кг |        |
| З | 22 | Флаг США                | Бетти Леннокс      | 4 декабря 1976 (48 лет)   | 173 см | 64 кг |        |
| З | 25 | Флаг США                | Мерлакия Джонс     | 21 июня 1973 (52 года)    | 178 см | 66 кг |        |
| З | 30 | Флаг США                | Хелен Дарлинг      | 29 августа 1978 (46 лет)  | 168 см | 74 кг |        |
| Ф | 32 | Флаг США                | Латойя Томас       | 25 февраля 1981 (44 года) | 188 см | 74 кг |        |
| Ц | 41 | Флаг Багамских Островов | Поллианна Джонс    | 6 ноября 1975 (49 лет)    | 190 см | 74 кг |        |
| Ф/Ц | 44 | Флаг США                | Часити Мелвин      | 3 мая 1976 (49 лет)       | 190 см | 83 кг |        |
| Ц | 47 | Флаг США                | Трейси Хендерсон   | 31 декабря 1974 (50 лет)  | 190 см | 90 кг |        |

## Главные тренеры
| Тренер                | Сезоны    | Победы и поражения (процент) | Победы и поражения (процент) | Ссылки |
| Тренер                | Сезоны    | Регулярка                    | Плей-офф                     | Ссылки |
| --------------------- | --------- | ---------------------------- | ---------------------------- | ------ |
| Линда Хилл-Макдональд | 1997—1999 | 42-48 (46,7)                 | 1-2 (33,3)                   | [ 10 ] |
| Дэн Хьюз              | 2000—2003 | 66-64 (50,1)                 | 5-7 (41,7)                   | [ 11 ] |
| Всего                 |           | 108-112 (49,1)               | 6-9 (40,0)                   |        |

## Генеральные менеджеры
- Уэйн Эмбри (1997—1999)
- Джим Пакссон (2000—2003)

## Зал славы баскетбола
| Игрок         | Позиция            | Карьера в команде | Год включения | Ссылки |
| ------------- | ------------------ | ----------------- | ------------- | ------ |
| Линетт Вудард | Атакующий защитник | (1997)            | 2004          | [ 12 ] |

## Зал славы женского баскетбола
| Игрок              | Позиция                | Карьера в команде | Год включения | Ссылки |
| ------------------ | ---------------------- | ----------------- | ------------- | ------ |
| Линетт Вудард      | Атакующий защитник     | (1997)            | 2005          | [ 13 ] |
| Дженис Лоуренс     | Лёгкий форвард         | (1997—1999)       | 2006          | [ 14 ] |
| Сьюзи Макконнелл   | Разыгрывающий защитник | (1998—2000)       | 2008          | [ 15 ] |
| Дженнифер Риззотти | Разыгрывающий защитник | (2001—2003)       | 2013          | [ 16 ] |
| Мишель Эдвардс     | Атакующий защитник     | (1997—2000)       | 2014          | [ 17 ] |

## Индивидуальные и командные награды
| Награды[a]                  | Игроки, тренеры и сезоны       | Ссылки |
| --------------------------- | ------------------------------ | ------ |
| Чемпионка ЖНБА              | нет                            |        |
| Финал ЖНБА                  | нет                            |        |
| Плей-офф ЖНБА               | 4 (1998, 2000, 2001 и 2003)    |        |
| MVP ЖНБА                    | нет                            | [ 18 ] |
| MVP финала ЖНБА             | нет                            | [ 19 ] |
| MVP ASG ЖНБА                | нет                            |        |
| Лучший игрок обороны        | нет                            | [ 20 ] |
| Самый прогрессирующий игрок | нет                            | [ 21 ] |
| Спортивное поведение        | Сьюзи Макконнелл (1998 и 2000) | [ 22 ] |
| Лучший новичок              | нет                            | [ 23 ] |
| Лучший тренер               | Дэн Хьюз (2001)                | [ 24 ] |

- a  В таблицу включены лишь те призы, которыми награждались игроки за время существования команды.

## Известные игроки
- Мери Андраде
- Адиа Барнс
- Талли Бевилаква
- Люсьен Бертье
- Синди Блоджетт
- Руша Браун
- Энн Воутерс
- Линетт Вудард
- Хелен Дарлинг
- Деанна Джексон
- Мерлакия Джонс
- Эдриэнн Джонсон
- Бетти Леннокс
- Дженис Лоуренс
- Сьюзи Макконнелл
- Часити Мелвин
- Ева Немцова
- Дженнифер Риззотти
- Пенни Тейлор
- Латойя Томас
- Изабелла Фиалковски
- Трейси Хендерсон
- Вики Холл
- Мишель Эдвардс

## Участники матчей всех звёзд
| Год  | Участники матчей всех звёзд | Участники матчей всех звёзд    |
| Год  | Стартовый состав            | Резервный состав               |
| ---- | --------------------------- | ------------------------------ |
| 1999 |                             | Мерлакия Джонс                 |
| 2000 |                             | Мерлакия Джонс                 |
| 2001 |                             | Мерлакия Джонс и Часити Мелвин |
| 2002 |                             | Пенни Тейлор                   |
| 2003 |                             |                                |